# Milton Bolaños
Milton Bolaños (n. Esmeraldas, Ecuador; 9 de febrero de 1992) es un futbolista ecuatoriano. Juega de defensa.

## Trayectoria
Milton Bolaños inició su carrera como futbolista en las divisiones inferiores de Barcelona Sporting Club en el 2008, luego en 2009 pasaría al Deportivo Colón club donde debutaría en el 2009, posteriormente pasó al Atacames Sporting Club en 2010, en la siguiente temporada al Rocafuerte Sporting Club de su natal ciudad en este club permaneció hasta el 2013 disputando 69 partidos y marcando 8 goles, en el 2014 jugó unos meses para el Club Sport Patria y el resto del año hasta final del 2015 fue transferido al Esmeraldas Petrolero para la temporada 2016 fue anunciado como fichaje de Sociedad Deportivo Quito.
Después tuvo un paso el equipo de Segunda Categoría de Esmeraldas, Juventus, tras eso siguió su carrera en clubes de Serie B como el Clan Juvenil, Atlético Porteño y Chacaritas.
En 2021 fichó por Guayaquil City donde solo jugó un partido en Primera Categoría A, en 2023 es anunciado en el club ascendido a la Serie A, Libertad de Loja.

## Estadísticas

### Clubes
Actualizado al último partido disputado el 17 de septiembre de 2023.
| Club                           | Div.          | Temporada     | Liga  | Liga  | Copas nacionales | Copas nacionales | Copas internacionales | Copas internacionales | Total | Total |
| Club                           | Div.          | Temporada     | Part. | Goles | Part.            | Goles            | Part.                 | Goles                 | Part. | Goles |
| ------------------------------ | ------------- | ------------- | ----- | ----- | ---------------- | ---------------- | --------------------- | --------------------- | ----- | ----- |
| Deportivo Colón · Ecuador      | 3.ª           | 2009          | 1     | 0     | —                | —                | —                     | —                     | 1     | 0     |
| Deportivo Colón · Ecuador      | Total club    | Total club    | 1     | 0     | 0                | 0                | 0                     | 0                     | 1     | 0     |
| Atacames S. C. · Ecuador       | 3.ª           | 2010          | 10    | 0     | —                | —                | —                     | —                     | 10    | 0     |
| Atacames S. C. · Ecuador       | Total club    | Total club    | 10    | 0     | 0                | 0                | 0                     | 0                     | 10    | 0     |
| Rocafuerte S. C. · Ecuador     | 3.ª           | 2011          | 24    | 0     | —                | —                | —                     | —                     | 24    | 0     |
| Rocafuerte S. C. · Ecuador     | 3.ª           | 2012          | 20    | 5     | —                | —                | —                     | —                     | 20    | 5     |
| Rocafuerte S. C. · Ecuador     | 3.ª           | 2013          | 25    | 3     | —                | —                | —                     | —                     | 25    | 3     |
| Rocafuerte S. C. · Ecuador     | Total club    | Total club    | 69    | 8     | 0                | 0                | 0                     | 0                     | 69    | 8     |
| C. S. Patria · Ecuador         | 3.ª           | 2014          | 5     | 0     | —                | —                | —                     | —                     | 5     | 0     |
| C. S. Patria · Ecuador         | Total club    | Total club    | 5     | 0     | 0                | 0                | 0                     | 0                     | 5     | 0     |
| Esmeraldas Petrolero · Ecuador | 3.ª           | 2014          | 7     | 0     | —                | —                | —                     | —                     | 7     | 0     |
| Esmeraldas Petrolero · Ecuador | 3.ª           | 2015          | 11    | 1     | —                | —                | —                     | —                     | 11    | 1     |
| Esmeraldas Petrolero · Ecuador | Total club    | Total club    | 18    | 1     | 0                | 0                | 0                     | 0                     | 18    | 1     |
| Deportivo Quito · Ecuador      | 2.ª           | 2016          | 6     | 1     | —                | —                | —                     | —                     | 6     | 1     |
| Deportivo Quito · Ecuador      | Total club    | Total club    | 6     | 1     | 0                | 0                | 0                     | 0                     | 6     | 1     |
| Colón F. C. · Ecuador          | 2.ª           | 2016          | 2     | 0     | —                | —                | —                     | —                     | 2     | 0     |
| Colón F. C. · Ecuador          | Total club    | Total club    | 2     | 0     | 0                | 0                | 0                     | 0                     | 2     | 0     |
| Juventus · Ecuador             | 3.ª           | 2017          | 19    | 2     | —                | —                | —                     | —                     | 19    | 2     |
| Juventus · Ecuador             | Total club    | Total club    | 19    | 2     | 0                | 0                | 0                     | 0                     | 19    | 2     |
| Clan Juvenil · Ecuador         | 2.ª           | 2018          | 19    | 0     | —                | —                | —                     | —                     | 19    | 0     |
| Clan Juvenil · Ecuador         | Total club    | Total club    | 19    | 0     | 0                | 0                | 0                     | 0                     | 19    | 0     |
| Atlético Porteño · Ecuador     | 2.ª           | 2019          | 25    | 0     | 2                | 0                | —                     | —                     | 27    | 0     |
| Atlético Porteño · Ecuador     | 2.ª           | 2020          | 15    | 0     | —                | —                | —                     | —                     | 15    | 0     |
| Atlético Porteño · Ecuador     | 2.ª           | 2021          | 8     | 0     | —                | —                | —                     | —                     | 8     | 0     |
| Atlético Porteño · Ecuador     | Total club    | Total club    | 48    | 0     | 2                | 0                | 0                     | 0                     | 50    | 0     |
| Guayaquil City · Ecuador       | 1.ª           | 2021          | 1     | 0     | —                | —                | 0                     | 0                     | 1     | 0     |
| Guayaquil City · Ecuador       | Total club    | Total club    | 1     | 0     | 0                | 0                | 0                     | 0                     | 1     | 0     |
| Chacaritas · Ecuador           | 2.ª           | 2022          | 23    | 2     | 3                | 0                | —                     | —                     | 26    | 2     |
| Chacaritas · Ecuador           | Total club    | Total club    | 23    | 2     | 3                | 0                | 0                     | 0                     | 26    | 2     |
| Libertad F. C. · Ecuador       | 1.ª           | 2023          | 17    | 0     | 0                | 0                | 0                     | 0                     | 17    | 0     |
| Libertad F. C. · Ecuador       | Total club    | Total club    | 17    | 0     | 0                | 0                | 0                     | 0                     | 17    | 0     |
| Total carrera                  | Total carrera | Total carrera | 109   | 5     | 6                | 0                | 5                     | 0                     | 120   | 6     |
| 1.                             |               |               |       |       |                  |                  |                       |                       |       |       |

## Palmarés

### Campeonatos provinciales
| Título                          | Club                 | Año  |
| ------------------------------- | -------------------- | ---- |
| Segunda Categoría de Esmeraldas | Rocafuerte S. C.     | 2013 |
| Segunda Categoría de Esmeraldas | Esmeraldas Petrolero | 2014 |
| Segunda Categoría de Esmeraldas | Esmeraldas Petrolero | 2015 |
| Segunda Categoría de Esmeraldas | Juventus             | 2017 |